# Senat (Demokratyczna Republika Konga)

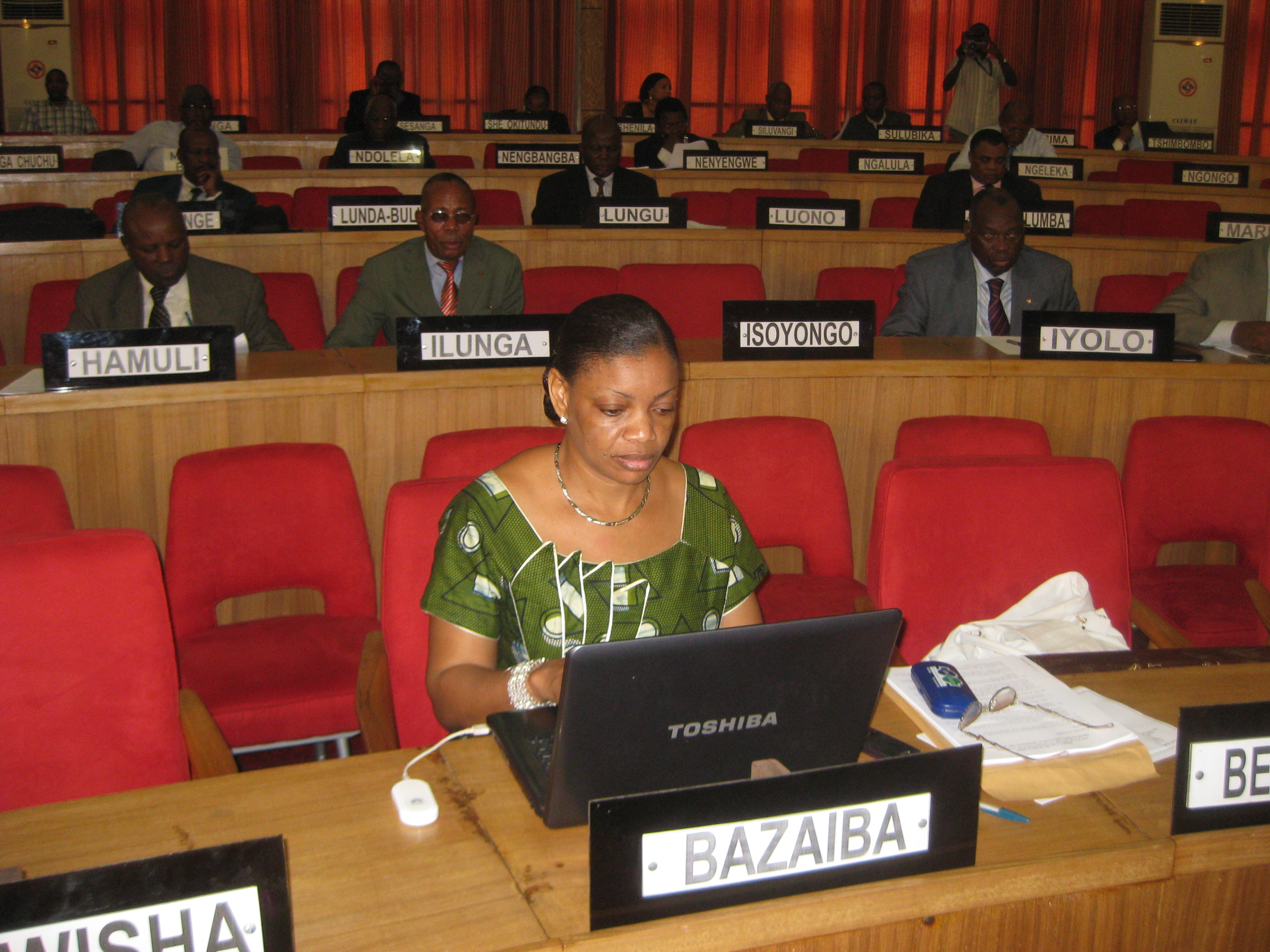
Senatorowie na sesji w 2009 r.

Senat (fr. Sénat) – izba wyższa parlamentu Demokratycznej Republiki Konga (DRK). Senat został ustanowiony w 1960 r., następnie zniesiony w 1967 r. i przywrócony w 2003 r.  
W okresie przejściowym Demokratycznej Republiki Konga (2003–2006) Senat, oprócz swojej roli legislacyjnej, miał także zadanie opracowania nowej konstytucji tego kraju. Zadanie to zrealizowano po przyjęciu projektu w parlamencie w maju 2005 r. i jego zatwierdzeniu przez naród kongijski, w udanym demokratycznym referendum w dniach 18–19 grudnia 2005 r. 
Obecnym prezydentem Senatu jest Alexis Thambwe Mwamba, wybrany w lipcu 2019 r. Sekretarzem Generalnym jest David Byaza Sanda Lutala. Ostatni senat został zaprzysiężony 28 stycznia 2019 r. 

## System elekcyjny
Składa się ze 109 członków wybieranych na pięcioletnią kadencję przez parlamenty poszczególnych prowincji DRK. Dodatkowo dożywotnie miejsce w Senacie z urzędu otrzymują wszyscy byli prezydenci DRK. Senatorowie muszą mieć w chwili wyboru ukończone co najmniej 30 lat i posiadać obywatelstwo DRK. Członkowie Senatu są wybierani pośrednio, przez zgromadzenia prowincjalne. Każda z 25 prowincji wybiera czterech senatorów, a miasto-prowincja – Kinszasa, wybiera ośmiu. 

## Prezydium
- Prezydent: Alexis Thambwe Mwamba
- Pierwszy Wiceprezydent: Samy Badibanga
- Sekretarz Generalny: David Byaza Sanda Lutala